# سونفلد
سونفلد (به آلمانی: Sonnefeld) یک شهر در آلمان است که در Coburg واقع شده‌است. سونفلد ۵٬۱۹۲ نفر جمعیت دارد.